# Мечеть Гаджи Джавад
Мечеть Гаджи Джавад (азерб. Hacı Cavad məscidi) — мечеть местного значения, расположенная по адресу ул. Аббас Мирза Шарифзаде, Ясамальский район, Баку.

## История
Первоначальное здание мечети имело три арабоязычные надписи, сохранившиеся около дверного проема на стене мечети гласят, что мечеть построена в 1305 году хиджры. Инициатор строительства мечети, Гаджи Джавад, являлся торговцем. В плане мечеть имеет прямоугольную форму. Внутренняя площадь составляет 12x18 метров, высота от пола до потолка — 6 метров, а от пола до купола — 9 метров. В мечети Гаджи Джавада помимо места общего поклонения также имелось медресе. В первые годы установления советской власти мечеть прекратила свою деятельность. Позже комнаты медресе были распределены среди населения для житья, а мечеть использовалась в качестве детского сада. После распада СССР в результате усилий местных священнослужителей и старейшин эта мечеть была вновь открыта и восстановлена. После открытия мечети первым ахундом и председателем религиозной общины был Гаджи Намик Бабаханов.
В апреле 2017 года на повестке дня стоял вопрос о сносе мечети и вызвал протесты.
В июне 2017 года согласно распоряжению президента Азербайджанской Республики Ильхама Алиева была снесена расположенная на улице Абдуалла Шаиг, Ясамальского района Баку, мечеть Гаджи Джавад. Строительство нового здания этой мечети было перенесено на улицу Аббас Мирза Шарифзаде.

## Новое здание
Новое здание мечети Хаджи Джавад, начавшее строительство 2 июля 2017 года, было сдано в эксплуатацию 12 апреля 2018 года.
Новое здание мечети Хаджи Джавад занимает площадь 1200 метров². Площадь зала молитв составляет около 400 метров². Высота купола храма, выполненного в национальном архитектурном стиле, составляет 18 метров, а высота минарета — 33,7 метра. В интерьере мечети использованы специальные декоративные элементы, на краях купола написаны аяты из Корана.
Стены и колонны мечети украшены надписями из Священного Корана, а также восточными орнаментами выполненными азербайджанскими мастерами.

## Галерея

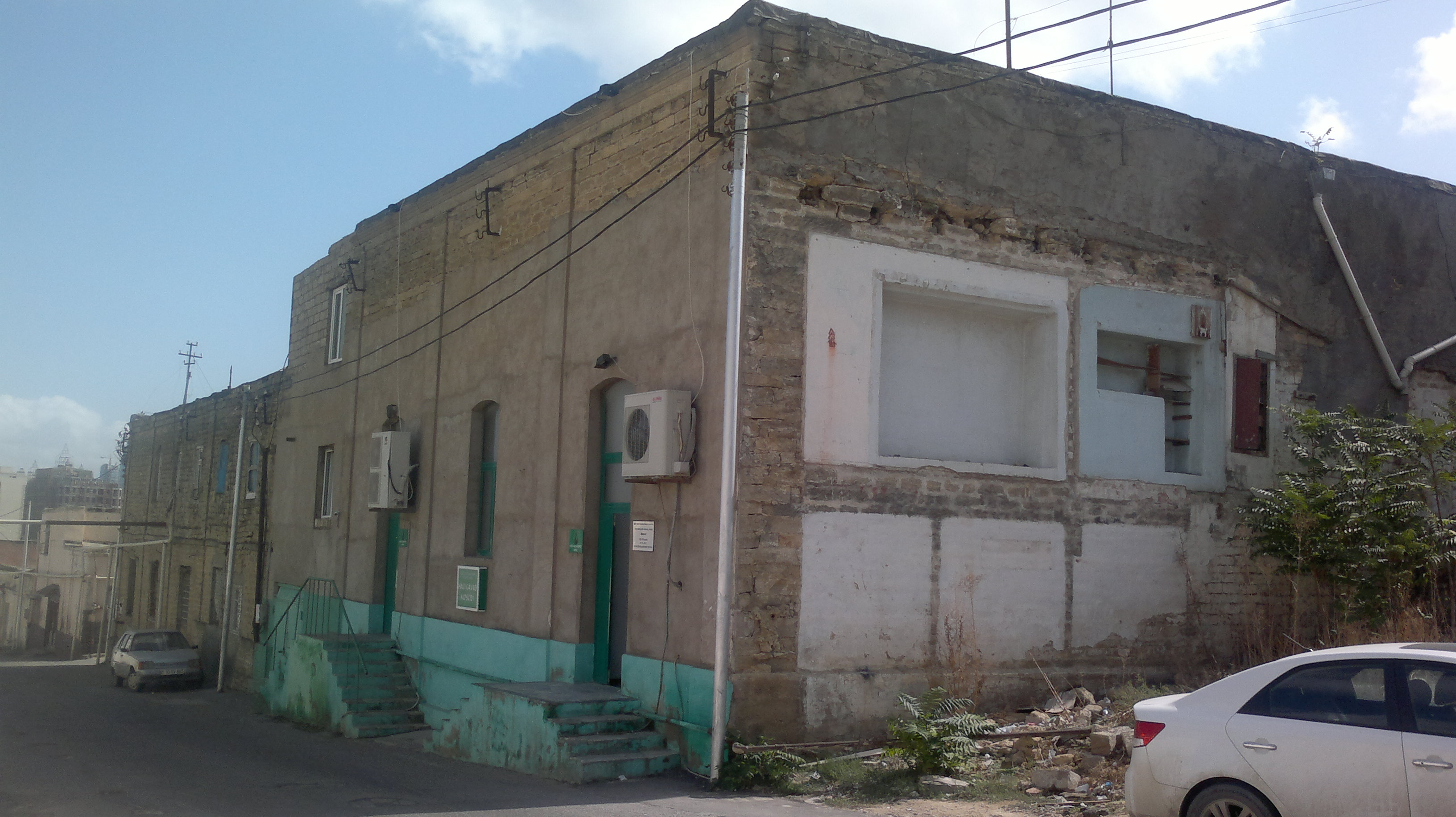
Вид первого здания мечети
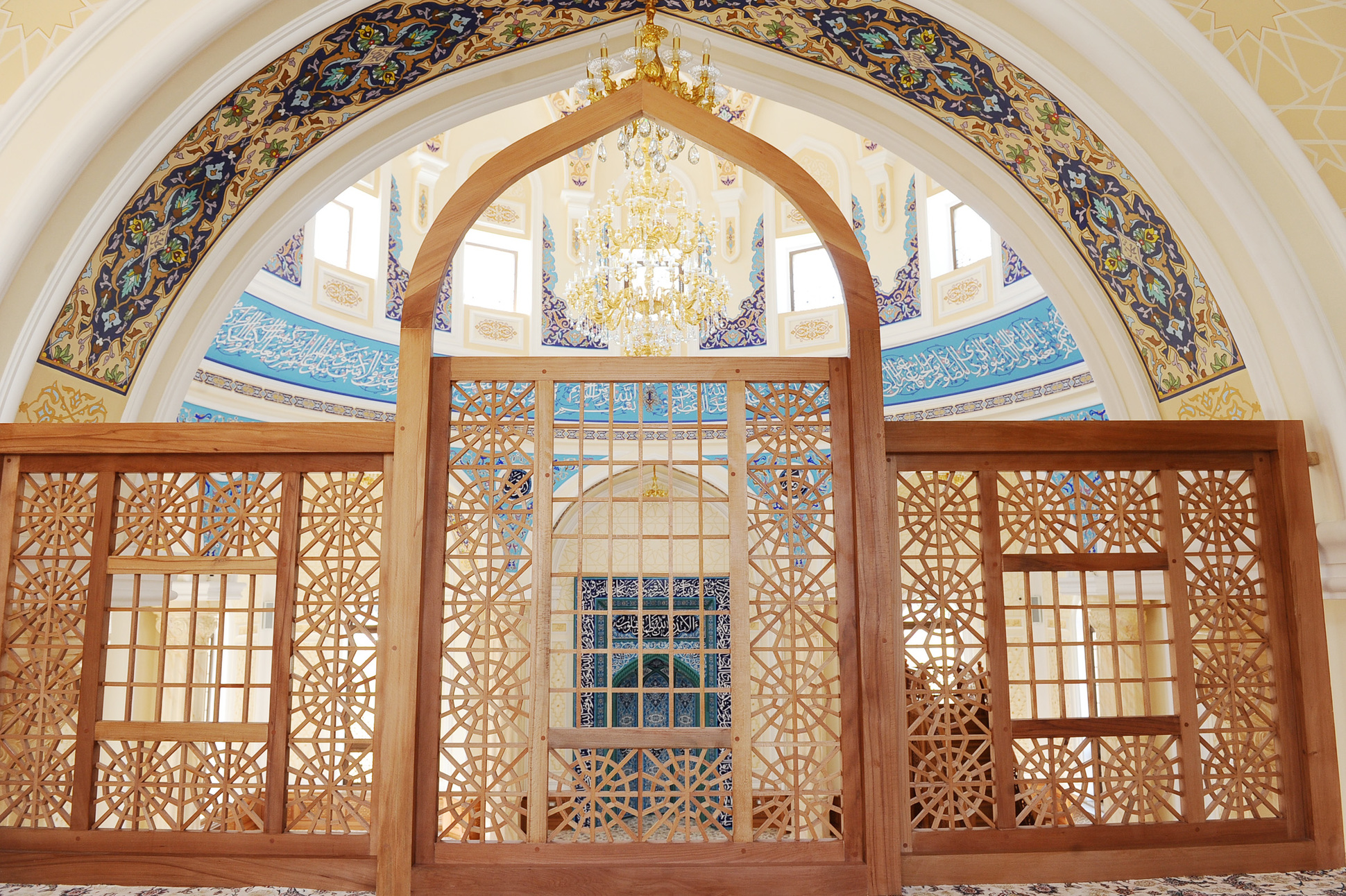
Интерьер новой мечети
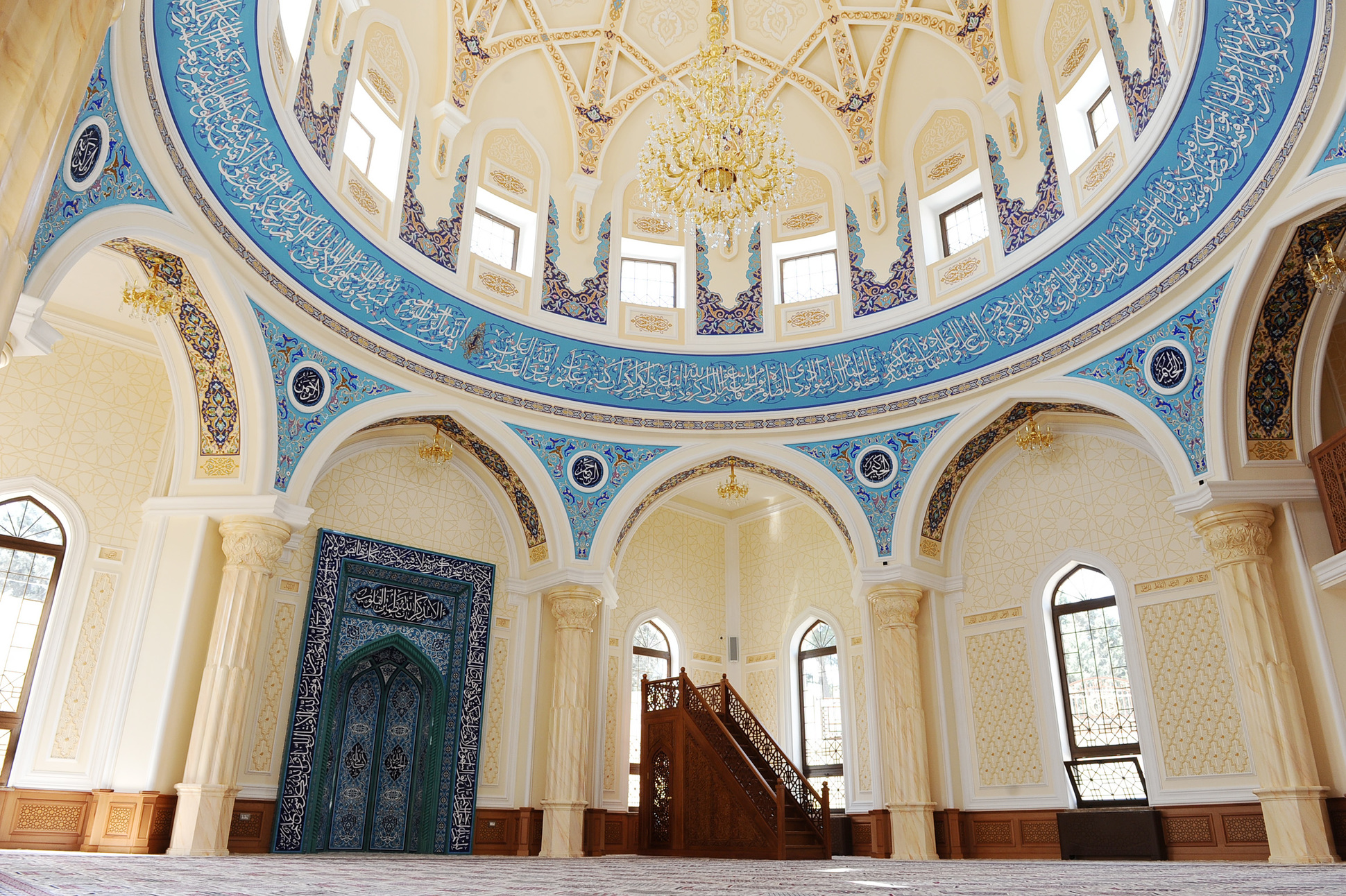
Интерьер новой мечети
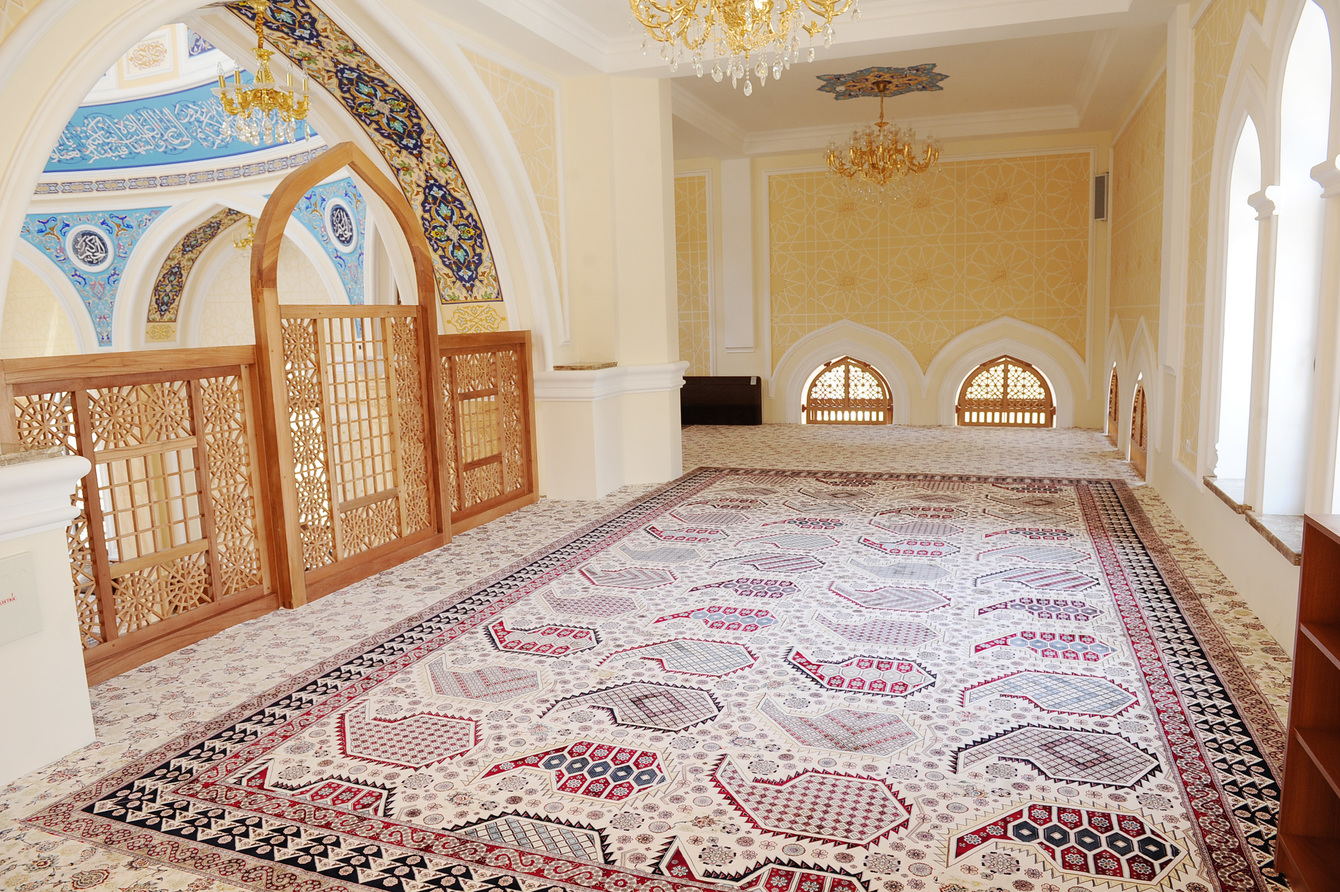
Интерьер новой мечети